# Červenec
Červenec je podle gregoriánského kalendáře sedmý měsíc v roce. Má 31 dní. Název červenec je původně malý červen, přípona zde vyjadřuje následnost, červenec následuje po červnu. Začíná zrát první ovoce červené barvy. Červenec označuje období, kdy už je všechno červené ovoce, které ještě jen začalo zrát v červnu, už zralé. Červenec také může být slangový název pro načervenalou rudu, wurtzit. V římském kalendáři měl měsíc název Quintilis od latinského quintus (tj. pátý), neboť do roku 153 př. n. l. byl červenec pátým měsícem v roce. V roce 44 př. n. l. byl zavražděn římský císař Julius Caesar, tvůrce juliánského kalendáře. Jeho nástupce Marcus Antonius na jeho počest změnil název měsíce na Julius. Červenec vybral, protože Julius Caesar se 13. července roku 100 př. n. l. narodil. Z latiny pak název převzaly další evropské jazyky a používají ho dodnes (anglicky July, německy Juli, slovensky Júl). 
Červenec začíná stejným dnem v týdnu jako duben a v přestupném roce začíná a končí jako leden. Podle židovského kalendáře připadá červenec obvykle na měsíce tamuz a av.
Astrologicky je Slunce asi první dvě třetiny července ve znamení Raka a zbytek měsíce ve znamení Lva. V astronomických termínech začíná v souhvězdí Blíženců a končí v souhvězdí Raka.
Během července se na severní polokouli zkracuje délka dne. Na území České republiky, přesněji na průsečíku 50. rovnoběžky a 15. poledníku, je první červencový den dlouhý okolo 16 hodin a 17 minut. Slunce vychází přibližně v 4.55 a zapadá v 21.12 hodin středoevropského letního času. Poslední den v červenci je kratší o hodinu a jednu minutu. Slunce vychází okolo 5.28 a zapadá v 20.44 hodin. Červenec bývá zpravidla nejteplejší měsíc v roce na větší části severní polokoule.
Podle meteorologických měření v pražském Klementinu byla od 18. století nejvyšší červencová teplota zaznamenána 27. července 1983 (37,8 °C) a nejnižší 4. července 1856 a 1962 (7,8 °C). Průměrné červencové teploty se v letech 1961–1990 pohybovaly od 18,6 do 21 °C. Z celého území České republiky byla nejvyšší teplota naměřena 27. července 1983 v pražské Uhříněvsi (40,2 °C) a nejnižší 20. července 1996 na Horské Kvildě na Šumavě (-6,9 °C). Nejvíce srážek za den spadlo 29. července 1897 v Nové Louce u Bedřichova (345 mm).
Byly to také největší denní srážky v historii měření v Česku.
Teplotní průměr v červencových dnech naměřený v Klementinu v letech 1961–1990:
V České republice připadají na červenec dva státní svátky: Den slovanských věrozvěstů Cyrila a Metoděje (5. července) a Den upálení mistra Jana Husa (6. července). Ve světě mezi nejznámější červencové svátky patří Den nezávislosti, kdy si USA 4. července připomínají přijetí Deklarace nezávislosti v roce 1776. Francie slaví státní svátek 14. července a oslavuje tak dobytí Bastily v roce 1789.
Podle července jsou pojmenovány některé události, které se v tomto měsíci odehrály. 25. a 26. července 1830 francouzský král Karel X. vydal nařízení (Červencové ordonance), která ve dnech 26.–29. července vyvolala Červencovou revoluci. Následující režim, trvající 18 let, se nazýval Červencová monarchie. Na památku události byl v roce 1840 na pařížském náměstí Bastilly postaven Červencový sloup.
Po atentátu na Františka Ferdinanda d'Este předložilo Rakousko-Uhersko Srbsku 23. července 1914 Červencové ultimátum, po jehož částečném nesplnění začala o  pět dní později první světová válka. 15. července 1927 proběhla ve Vídni Červencová revolta, kdy soud osvobodil válečné veterány obviněné z vraždy dítěte a levicového aktivisty. Demonstranti následně vypálili Justiční palác a při střetech s policií jich 89 zemřelo.
Po měsíci červenci (Červencová) byla pojmenována odrůda Hrušně obecné.

## Pranostiky

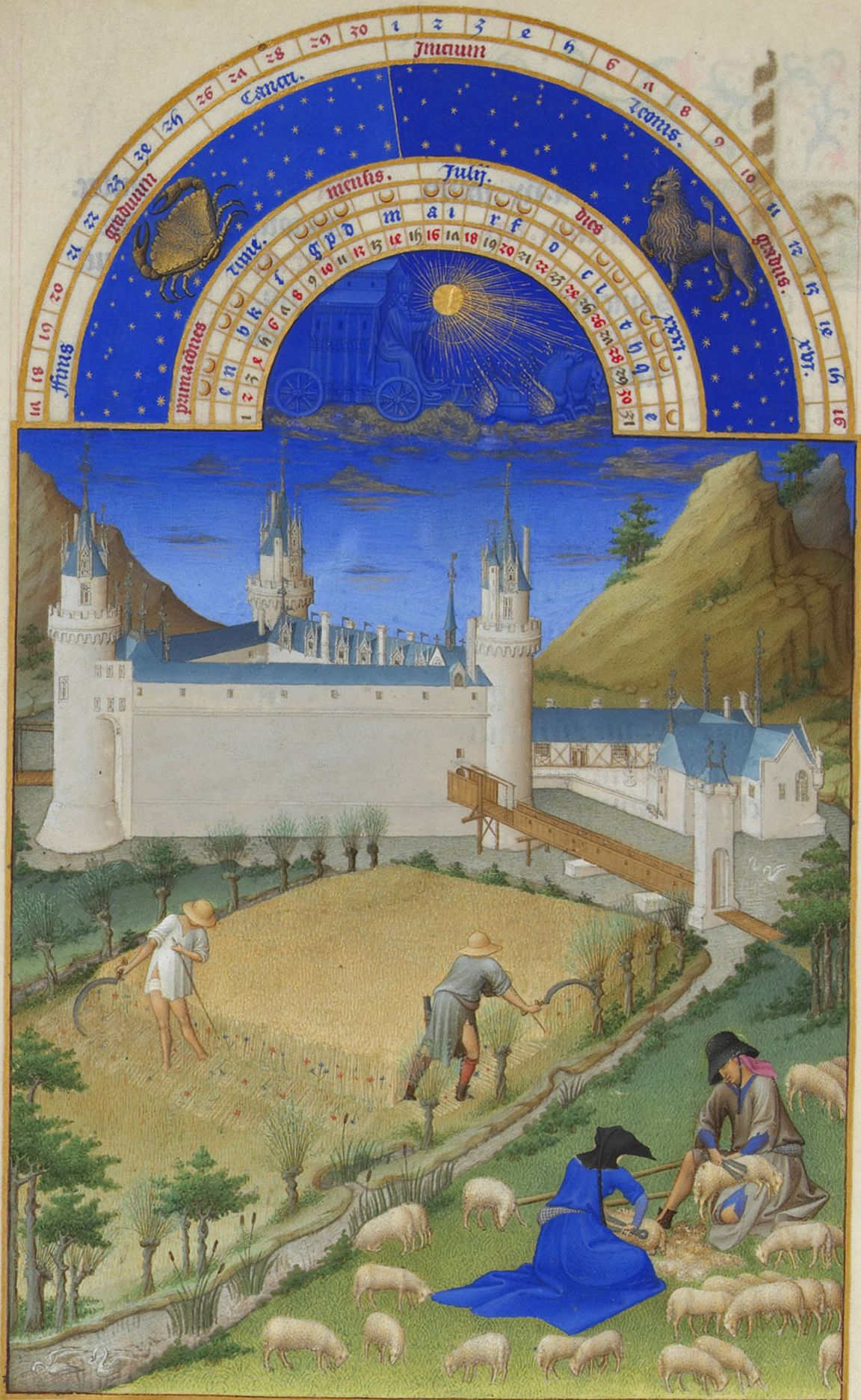
Červenec (Přebohaté hodinky vévody z Berry)

- Červenec nese parna, krupobití a medovice, jestli hojný na bouřky a vichřice.
- Červenec a srpen jsou nejteplejšími měsíci v roce.
- Slunce peče – déšť poteče.
- Na mokrý červenec následuje bouře a krupobití.
- Co červenec neuvaří - srpen nedopeče.
- Co červenec neupeče, to již srpnu neuteče.
- V červenci do košile rozdělej se a v prosinci po uši oděj se!
- Jaký červenec, takový leden.
- Když červenec pěkně hřeje, o Vánocích se zima zaskvěje.
- Červenec – úrody blíženec.
- Nebyl-li červen dostatečně deštivý, dodá vodu až červenec a přidá ještě mnohé bouře.
- Co červenec končí, srpen začíná.